# Damjan Prelovšek
Damjan Prelovšek (* 18. února 1945 Lublaň) je slovinský historik umění, bývalý diplomat a vodní slalomář.

## Životopis
Po ukončení gymnázia v roce 1965, pokračoval v dalším vzdělávání na Lublaňské univerzitě. Po absolutoriu v oborech dějiny a dějiny umění v roce 1969 obdržel Herderovo stipendium ve Vídni, kde působil především u profesorky Renate Wagner Riegerové. V roce 1977 pak získal titul doktora filozofie, a to prací o Plečnikově vídeňské tvorbě. Od roku 1971 byl zaměstnán v Institutu dějin umění Slovinské akademie věd a umění, kde se stal v roce 1995 ředitelem. V letech 1990–1991 jako hostující profesor učil na univerzitě v rakouském Salcburku, v roce 1992 pak také na Středoevropské univerzitě v Praze a na College for New Europe v Krakově. Od roku 1992 je členem Evropské akademie věd a umění, která sídlí v Rakousku. V letech 1998–2002 působil jako velvyslanec Republiky Slovinsko v Praze. Od roku 2006 do 2010 byl generálním ředitelem Ředitelství pro kulturní dědictví na Ministerstvu kultury Slovinské republiky. V současnosti se věnuje své badatelské práci jako nezávislý pracovník Slovinské akademie věd. Zabývá především dějinami slovinské architektury a uměním nového věku, zvláště dílem architekta Josipa Plečnika. Jako odborný poradce a iniciátor stál u zrodu téměř všech výstav, které se týkaly právě prací Plečnikových, např. v Paříži (1986) nebo v Praze (1996). Podílel se také na výstavách o díle architektů Oscara Niemeyera (autor fotografií a koncepce) a Borise Podreccy (spolupracovník, autor textů).
Jako sportovec reprezentoval tehdejší Jugoslávii na Letních olympijských hrách 1972 v Mnichově, kde v závodě C1 vodního slalomu skončil na sedmnáctém místě.